# Leimbach (Orb)
Der Leimbach ist ein linker Zufluss der Orb in Bad Orb im Main-Kinzig-Kreis im hessischen Spessart.

## Geographie

### Verlauf
Der Leimbach entspringt am Bocksberg (312 m) südwestlich der Kurstadt. Er verläuft links am Molkenberg (293 m) vorbei in nördliche Richtung nach Bad Orb. In der Stadt mündet er an der Martinusquelle in die Orb.

### Flusssystem Kinzig
- Liste der Fließgewässer im Flusssystem Kinzig (Main)